# La esquina de Rowland
La esquina de Rowland es el decimotercer álbum de estudio de la banda de rock Hombres G, lanzado el 8 de octubre de 2021

## Listado de canciones
| N.º   | Título                                      | Duración |  |
| 1.    | «La esquina de Rowland»                     | 3:45     |  |
| 2.    | «Se me sale el corazón (con Carlos Rivera)» | 3:44     |  |
| 3.    | «Antes de ti»                               | 3:45     |  |
| 4.    | «No eres nadie»                             | 4:07     |  |
| 5.    | «No sé cómo lo vamos a hacer»               | 4:05     |  |
| 6.    | «Voy a rezar»                               | 4:57     |  |
| 7.    | «Algo en ti»                                | 4:18     |  |
| 8.    | «Guárdame este baile»                       | 3:57     |  |
| 9.    | «Lo mejor está por llegar»                  | 4:41     |  |
| 10.   | «Aquí dentro»                               | 3:58     |  |
| 11.   | «Ahora y siempre»                           | 4:18     |  |
| 12.   | «En mi habitación»                          | 3:55     |  |
| 13.   | «Pasar página»                              | 4:25     |  |
| 14.   | «El último adiós»                           | 4:04     |  |
| 58:07 |                                             |          |  |

## Créditos
- David Summers – Voz y bajo.
- Rafa Gutiérrez – Guitarra solista.
- Daniel Mezquita – Guitarra acústica.
- Javier Molina – Batería.